# Rudolf Kortokraks
Rudolf Kortokraks (Ludwigshafen am Rhein, 8 luglio 1928 – Hallein, 11 settembre 2014) è stato un pittore tedesco.

## Biografia
I suoi dipinti raffigurano nature morte (in particolare fiori), paesaggi, città e ritratti. Ha frequentato una scuola d'arte a Graz nel 1941 e si è trasferito nella colonia di artisti di Worpswede nel 1949, dove ha preso parte per la prima volta alle mostre. Ha tenuto la sua prima mostra personale nel 1951.
Nel 1954, si unì alla School of Vision, parte dell'Accademia estiva internazionale di Salisburgo, come assistente didattico di Oskar Kokoschka. Dal 1956 fino alla chiusura della scuola nel 1963, è stato l'assistente principale di Kokoschka alla School of Vision. Kokoschka ha concesso a Kortokraks il diritto esclusivo di utilizzare il titolo "School of Vision".
Nel 1951, grazie a una piccola borsa di studio, si trasferisce a Parigi. Dopo aver viaggiato in tutta l'Europa liberata e un matrimonio fallito con Jutta Bilfinger, con cui ha avuto un figlio in Germania, Kortokraks ha vissuto nel nord di Londra con la sua seconda moglie, Miriam Frank, dal 1965 al 1985, quando si separarono amichevolmente. Si è poi trasferito a Tuscania, dove ha vissuto in una torre medievale. I suoi ultimi anni furono trascorsi nel villaggio di Kuchl, a sud di Salisburgo.
Kortokraks ha tenuto diverse mostre in Messico e New York nel 1969. Nel 1976, è tornato alla School of Vision, recentemente riformata, nell'Accademia estiva di Salisburgo. Nel 1981, Kortokraks ha fondato la School of Vision a Tuscania, nel Lazio.
Nel 2008, in occasione del suo ottantesimo compleanno, Kortokraks ha festeggiato con una grande mostra a Salisburgo.
Nel 2012 è uscito in Austria un lungometraggio documentario su Kortokraks. Nel marzo 2013, il sindaco Heinz Schaden gli ha conferito il sigillo d'oro di Salisburgo. Kortokraks è considerato "l'ultimo importante rappresentante del tardo espressionismo".
È morto l'11 settembre 2014 all'età di 86 anni.
Il 25 ottobre 2017, venti opere di Kortokraks sono state rubate a Tuscania, in Italia, a seguito di una mostra retrospettiva, tra le immagini rubate ci sono due importanti opere degli anni '50.